# Cloete
San José de Cloete es un pueblo minero del norte de México, en el estado de Coahuila de Zaragoza, perteneciente al municipio de Sabinas. Fundado a finales del siglo XIX por William Broderick Cloete, ciudadano inglés que impulsó la minería de carbón y en cuyo honor lleva su nombre, al morir éste en el hundimiento del transatlántico RMS Lusitania en 1915 por un submarino alemán (U20).
Se encuentra a unos pocos kilómetros de Nueva Rosita, y de la mina de Pasta de Conchos.
La afición por el béisbol es una de las características del lugar, de la cual gozan de reconocido  nivel.
Población (INEGI 2005): 3.977 habitantes (2.023 mujeres y 1.954 hombres)